# Louis Delâtre
Louis Michel James Lacour Delâtre (Parigi, 9 maggio 1815 – Rouen, 29 settembre 1893) è stato un poeta e traduttore francese. Da alcune fonti è riportato come Luigi Delâtre.

## Biografia
Circa la vita di Delâtre si conosce poco. Crebbe in Italia fino al 1831, anno in cui tornò in Francia. Nel corso della sua vita viaggiò molto ed entrò in contatto con vari ambienti culturali. Studiò diverse lingue e produsse traduzioni da diverse lingue.

## Elenco parziale delle opere
- Jacques Ortis par M. Alex. Dumas, précédé d'un essai sur la vie et les écrits d'Ugo Foscolo par Eugene de Montlour, et suivi d'une traduction médite de ses oeuvres choisis (1842);
- Les cinq conjugaisons de la langue française (Genf, 1851);
- La langue française dans ses rapports avec le sanscrit et les autres langues indo-européennes (Par. 1834);
- Les verbes irréguliers de la langue persane; Jélaguine, moeurs russes (u. o. 1853);
- Haron, sa vie et ses écrits; L'Acropole d'Athénes (versekben, Genf 1853);
- Marathon, Promenade a cheval (1853);
- Les inscriptions grecques de la Cilicie (1855);
- Canti e pianti (1859);
- Mots italiens d'origine allemand (1872).